# مطار دوشنبه الدولي
مطار دوشانبي الدولي (إياتا: DYU، إيكاو: UTDD) هو مطار في دوشانبي عاصمة طاجيكستان. وهو محور رئيسي بالنسبة لسومون للطيران وطاجيك للطيران. طاجيك للطيران لديها مكتب رئيسي في المطار بملكيتها. وافتتحت المحطة الجديدة (والتي يمكن أن تخدم 1.5 مليون مسافر في السنة) في 3 سبتمبر 2014.

## شركات الطيران
| شركـات طيـران               | الوجهات |
| --------------------------- | --- |
| طيران أستانا                | مطار ألماتي الدولي |
| Avia Traffic Company        | مطار مناس الدولي |
| خطوط جنوب الصين الجوية      | مطار أورومتشي الدولي |
| فلاي دبي                    | مطار دبي الدولي |
| طيران الجزيرة               | مطار الكويت الدولي |
| كام إير                     | مطار كابل الدولي |
| خطوط إس سفن                 | مطار نوفوسيبيرسك |
| Somon Air                   | مطار ألماتي الدولي، مطار انديرا غاندي الدولي، مطار دبي الدولي، مطار فرانكفورت، Irkutsk، مطار إسلام آباد الدولي، مطار إسطنبول الدولي، Kazan، Khujand، Krasnodar، مطار يميلانو الدولي، مطار دوموديدوفو الدولي، مطار ميونخ الدولي، مطار نوفوسيبيرسك، Orenburg، مطار بولكوفو، مطار سوتشي الدولي، مطار طشقند الدولي، مطار الإمام الخميني الدولي، مطار أورومتشي الدولي (معلقة)، مطار كولتسوفو الدولي موسمي عارض: مطار شرم الشيخ الدولي، مطار يريفان الدولي |
| Tajik Air                   | مطار دوموديدوفو الدولي |
| الخطوط الجوية التركية       | مطار إسطنبول الدولي |
| طيران تركمانستان            | موسمي: مطار عشق آباد الدولي |
| خطوط أورال الجوية           | Irkutsk، مطار جوكوفسكي الدولي، Nizhnevartovsk، مطار بولكوفو، Ufa، Volgograd، Voronezh، مطار كولتسوفو الدولي موسمي: Chelyabinsk، Kazan، Krasnodar، مطار كوروموخ الدولي |
| Utair                       | مطار فنوكوفو الدولي |
| الخطوط الجوية الأوزبكستانية | مطار طشقند الدولي |
| Varesh Airlines             | مطار مشهد الدولي، مطار الإمام الخميني الدولي |

## وصلات خارجية
- Airport information for UTDD at World Aero Data. Data current as of October 2006.
- www.airport.tj نسخة محفوظة 4 نوفمبر 2010 على موقع واي باك مشين. – الموقع الرسمي (باللغة الروسية)